# Ćwiczenia duchowne

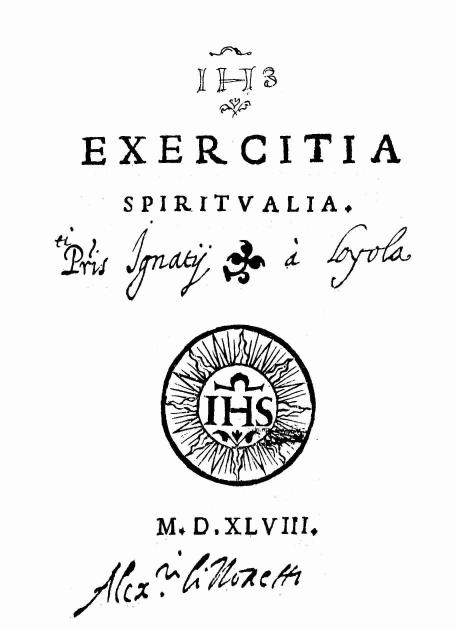
Pierwsza strona pierwszego wydania Ćwiczeń duchownych z 1548 r. (158x108 mm)

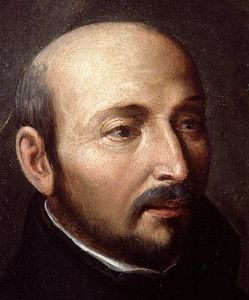
Ignacy Loyola

Ćwiczenia duchowne (hiszp. Ejercicios Espirituales, łac. Exercitia spiritualia) – książka św. Ignacego Loyoli, na której opiera się zespół ćwiczeń rekolekcyjnych (duchowość ignacjańska), opartych na głębokim rachunku sumienia (rozeznaniu duchowym) i rozmyślaniach, znany jako ćwiczenia ignacjańskie, rekolekcje ignacjańskie, medytacje ignacjańskie itp. Stworzona przez św. Ignacego podczas jego pobytu w Manresie (1522–1523). Zatwierdzone przez papiestwo w 1548.

## Książka
Po raz pierwszy wydane drukiem u Antoniego Bladio w Rzymie w 1548 r. Do dziś zachowało się 9 egzemplarzy pierwszego wydania. W XX w. wykonano 3 edycje faksymilowe: w Paryżu (1910), w Buenos Aires (1947) i w Niemczech (1971).
Dzieło to, przetłumaczone na niemalże wszystkie języki świata, zawiera rady i wskazówki dla prowadzącego rekolekcje ignacjańskie oraz dla uczestnika. Dzieli się na cztery części, które odpowiadają pełnemu, czterotygodniowemu programowi rekolekcji.
W Polsce wydane współcześnie m.in. przez Wydawnictwo WAM.

## Rekolekcje
Dzięki bardzo mocnej dynamice własnej ćwiczeń ignacjańskich oraz wielkiemu wsparciu władz kościelnych rekolekcje te stały się najczęstszymi ćwiczeniami duchownymi w Kościele rzymskokatolickim. Stanowią podstawę duchowości ignacjańskiej – zakonu jezuitów, lecz nie tylko. Ich odbycie jest obowiązujące w wielu zakonach i zgromadzeniach zakonnych przed ostatnimi ślubami. Począwszy od XX wieku, są również zalecane osobom świeckim.